# Hasle (metrostation)
Hasle is een metrostation in de Noorse hoofdstad Oslo. Het station werd geopend op 16 oktober 1966 en wordt bediend door van de metro van Oslo.